# Коль Исраэль

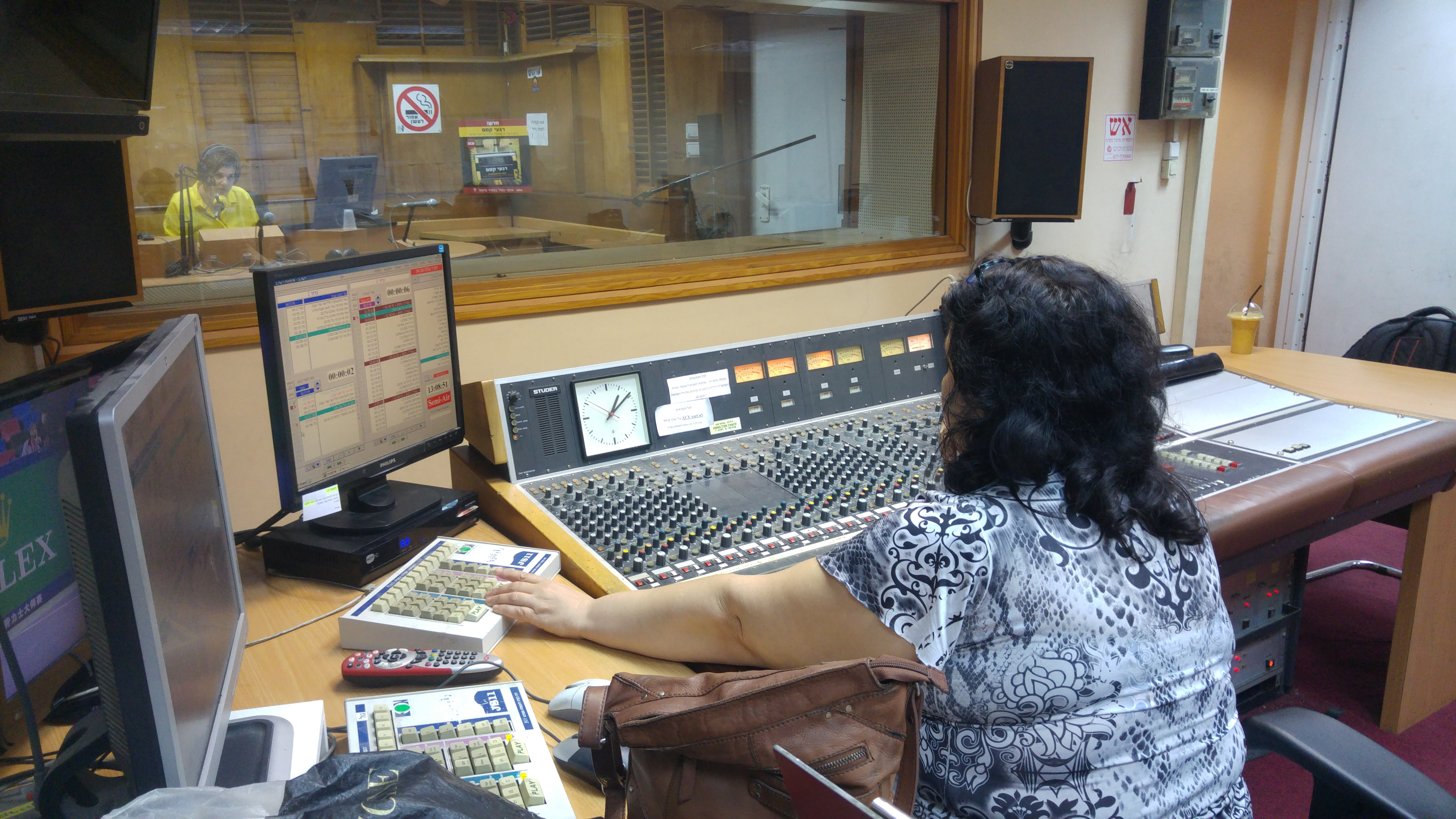

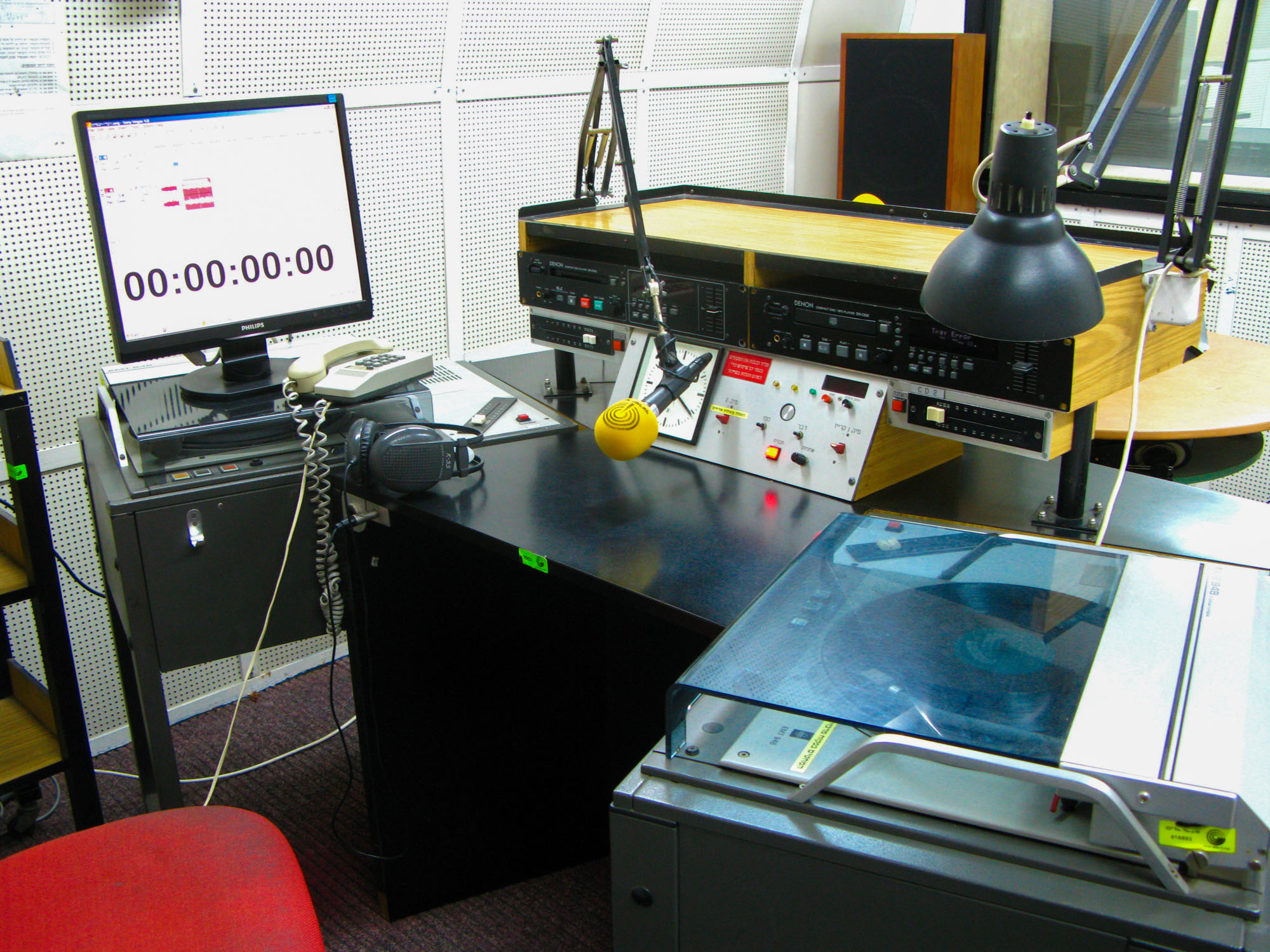

«Коль Исраэль» («Голос Израиля») — дирекция радиовещания Рашут ха-шидур, также в 1947—1960 гг. израильская правительственная радиостанция, в 1947—1951 гг. израильская правительственная радиокомпания.

## История
Радиовещание в Эрец-Исраэль было начато 30 марта 1936 года «Палестинской службой радиовещания» («Palestine Broadcasting Service» — PBS, на иврите — «Рашут ха-шидур ха-палестини»), которая действовала как отдел британской мандатной администрации в Палестине. Первая трансляция была осуществлена из студии, располагавшейся в иерусалимской гостинице «Палаз». С приближением конца 2-й мировой войны, трения между ишувом и мандатными властями усилились, что отразилось и на отношении к передачам PBS. В последние дни мандата сложилась парадоксальная ситуация, когда еврейские редакторы новостей делили своё время между «Палестинской службой радиовещания» и подпольной радиостанцией Хаганы, а цензоры, поставленные надзирать над передачами PBS, следили за тем, чтобы не были случайно разглашены секреты еврейского подполья. После принятия Закона о независимой структуре в 1965 году, находится под общественным управлением — «Рашут ха-шидур».

## Радиостанции
- Kol Yisrael РЭКА — вещание на иностранных языках, включая русский.
- Reshet Aleph («Решет алеф») — культурно-дискуссионный канал.
- Reshet Bet («Решет бет») — новости, актуальность, спорт.
- Reshet Gimel («Решет гимель») — израильская музыка; так же как и «Решет алеф», сопровождается новостными выпусками «Решет бет» раз в час.
- Reshet Dalet («Решет далет») — вещание на арабском языке.
- REQA (РЭКА) — вещание для репатриантов на 14 языках.
- 88 FM (ивр. 88FM‎) — музыка высокого (по определению самого канала) качества. Джаз, блюз, электронная музыка, плюс информация о состоянии на дорогах.
- Коль ха-Мусика (ивр. קול המוסיקה‎) (Голос музыки) — европейская классическая музыка и драма.
- Решет Морешет (ивр. רשת מורשת‎) (Наследие) — религиозное вещание.

Международное вещание, в том числе и спутниковое: Северная Америка, Европа, Иран. Большинство каналов доступно также в интернете, как в прямом эфире, так и в записи. Кроме иврита, выходит в эфир на 14 языках, включая русский.